# Samuel H. Woodson (Politiker, 1777)
Samuel Hughes Woodson (* 15. September 1777 bei Charlottesville, Virginia; † 28. Juli 1827 im Jessamine County, Kentucky) war ein US-amerikanischer Politiker. Zwischen 1821 und 1823 vertrat er den Bundesstaat Kentucky im US-Repräsentantenhaus.

## Werdegang
Samuel Woodson besuchte die öffentlichen Schulen seiner Heimat. Nach einem anschließenden Jurastudium und seiner im Jahr 1802 erfolgten Zulassung als Rechtsanwalt begann er in Nicholasville in diesem Beruf zu praktizieren. Zwischen 1803 und 1819 war er Gerichtsdiener (Clerk) am Bezirksgericht des Jessamine County.
Bei den Kongresswahlen des Jahres 1820 wurde Woodson als unabhängiger Kandidat im zweiten Wahlbezirk von Kentucky in das US-Repräsentantenhaus in Washington, D.C. gewählt, wo er am 4. März 1821 sein neues Mandat antrat. Da er im Jahr 1822 nicht bestätigt wurde, konnte er bis zum 3. März 1823 nur eine Legislaturperiode im Kongress absolvieren. Nach dem Ende seiner Zeit im US-Repräsentantenhaus praktizierte Woodson wieder als Anwalt. In den Jahren 1825 und 1826 war er Abgeordneter im Repräsentantenhaus von Kentucky.